# Asato Miyagawa
Asato Miyagawa (宮川 麻都 Miyagawa Asato?, nacido el 24 de febrero de 1998 en Kanagawa) es una futbolista japonesa que juega como defensa.
En 2019, Miyagawa jugó para la selección femenina de fútbol de Japón.

## Trayectoria

### Clubes
| Club             | País  | Año    |
| ---------------- | ----- | ------ |
| Nippon TV Beleza | Japón | 2016 - |

### Selección nacional
| Selección | País  | Año    |
| --------- | ----- | ------ |
| Absoluta  | Japón | 2019 - |

## Estadística de carrera
| Selección de Japón | Selección de Japón | Selección de Japón |
| Año                | Part.              | Goles              |
| ------------------ | ------------------ | ------------------ |
| 2019               | 9                  | 0                  |
| Total              | 9                  | 0                  |